# 消防司令長

消防司令長の階級章

消防司令長（しょうぼうしれいちょう）は、日本の消防吏員の階級の一つ。上から5番目。消防監の下、消防司令の上。

## 概要
消防司令長の階級は、消防組織法第十六条第二項の規定に基づき、上位に消防総監、消防司監、消防正監、消防監、下位に消防司令、消防司令補、消防士長及び消防士と定められている。
この階級を有する者は全国にいる消防吏員約16万人のうち、約4%である（2016年（平成28年）4月1日現在） 。

## 階級の基準
【出典】
- 東京消防庁
  - 本部 - 副参事、課長
  - 消防署 - 副署長、課長
- 政令指定都市の消防部局
  - 本部 - 課長
  - 消防署 - 大隊長、課長
- 人口70万人以上の市町村の消防部局
  - 本部 - 課長
  - 消防署 - 大隊長、課長
- 消防吏員数200人以上又は人口30万人以上の市町村の消防部局
  - 本部 - 課長
  - 消防署 - 副署長、大隊長
- 消防吏員数100人以上又は人口10万人以上の市町村の消防部局
  - 本部 - 次長、課長
  - 消防署 - 署長、課長
- 消防吏員数100人未満かつ人口10万人未満の市町村の消防部局の消防長